# Guy Gardner (DC Comics)
Guy Gardner is een personage uit de strips van DC Comics. Hij is een van de superhelden met de naam Green Lantern. Hij werd bedacht door John Broome en Gil Kane (die hem modelleerden naar acteur Martin Milner), en maakte zijn debuut in Green Lantern #59.
In de jaren 80 werd Guy Gardner door Steve Englehart en Keith Giffen zwaar aangepast. Hun interpretatie van het personage is vandaag de dag de meest bekende versie van Guy Gardner.
In tegenstelling tot wat vaak wordt gedacht is het personage niet vernoemd naar astronaut Guy Gardner, maar naar fan Guy H. Lillian III en schrijver Gardner Fox.

## Biografie
Gardner groeide op in Baltimore. Zijn vader, Roland, was een alcoholist en behoorlijk agressief tegenover zijn zoon. Gardner probeerde met hard werken de aandacht van zijn vader te krijgen, maar niets werkte. In zijn tienertijd gaf Gardner het op en werd een jeugdcrimineel, totdat zijn broer Mace (die bij de politie werkte) hem terug op het rechte pad bracht. Gardner ging naar de hogere school en haalde diploma’s in psychologie en lesgeven. Hij werd hierna leraar voor gehandicapte kinderen.
Toen de alien Abin Sur, die lid was van het Green Lantern Corps, neerstortte op aarde en hierbij dodelijk gewond raakte, spoorde hij met zijn ring iemand op die zijn taak kon overnemen. Hij vond twee mensen die voldeden: Hal Jordan en Guy Gardner. Jordan bereikte Abin het eerst en kreeg de krachten van de Green Lantern. Gardner werd door Abin benoemd tot back-up Green Lantern voor als Jordan niet beschikbaar was.
Een tijd lang werkte Gardner als vervanger van Jordan, en nam iedere keer als dat nodig was de taak van Green Lantern op zich. Maar al snel sloeg voor Gardner het noodlot toe: hij raakte zwaargewond tijdens een aardbeving, en werd per ongeluk de Phantom Zone in geslingerd toen Hal Jordans power ring in Gardners gezicht ontplofte. Gardner werd later gered uit de Phantom Zone, maar tegen die tijd was zijn vriendin reeds getrouwd met Hal Jordan en had hij langdurige martelingen ondergaan door de Phantom Zone-gevangenen. Gardner belandde door dit alles in een coma, waar hij pas jaren later uit ontwaakte. In die tijd nam John Stewart zijn taak als Jordans vervanger over.
Tijdens de Crisis on Infinite Earths werd Gardner ontwaakt uit zijn coma door de Guardians of the Universe om hen te helpen de crisis die het hele multiversum bedreigde te stoppen. Dit maakte dat Gardner zichzelf ging beschouwen als de laatste “echte” Green Lanter, superieur aan de andere Green Lanterns. Hij ontwikkelde een arrogante, gewelddadige en onstabiele persoonlijkheid.
Na de Crisis werd Guy lid van de nieuwe Justice League, waar hij al snel door Batman op zijn nummer werd gezet. Dit maakte dat Gardner tijdelijk weer werd zoals hij vroeger was. Wel behield Gardner een sterke rivaliteit met Jordan. Uiteindelijk zagen de Guardians zich gedwongen Guy uit zijn taak te ontheffen en hem zijn power ring af te nemen. In een zoektocht om zijn kracht terug te winnen bemachtigde Gardner een gele Power Ring van de schurk Sinestro. Deze ring bleek lastiger te beheersen dan zijn Green Lantern ring, en liet hem vaak op cruciale momenten in de steek.
Toen Hal Jordan onder invloed van de schurk Parallax het Green Lantern Corps aanviel, werd Gardners gele ring vernietigd. Gardner keerde derhalve noodgedwongen terug naar de aarde, waar hij een grote ontdekking deed: hij was een nakomeling van het buitenaardse ras genaamd Vuldarians. Deze ontdekking leidde ertoe dat Gardner een nieuwe kracht in zichzelf ontdekte. Hij werd de held Warrior.
Als Warrior bleef Gardner vele jaren actief, tot aan 2005. In de mini-serie Green Lantern Corps: Recharge werd Gardner zelf bezeten door Parallax. Hierdoor werd zijn Vuldarian DNA vervangen door menselijk DNA en verloor hij zijn Warrior krachten. Lang hoefde Gardner niet zonder superkrachten te zitten, want de Guardians besloten hem toch weer tot een Green Lantern te maken. Samen met Kilowog en Kyle Rayner kreeg hij de opdracht om een nieuw Green Lantern Corps op te leiden. Hoewel Gardner niet al te enthousiast was over deze nieuwe taak, ging hij toch akkoord. Zijn werk leverde hem promotie op tot nummer 1 Lantern.

## Krachten en vaardigheden
Guy Gardner beschik in eerste instantie over de krachten die elke Green Lantern bezit via de Power Ring.
In zijn tijd als Warrior gebruikte Guy zijn Vuldariaanse krachten. Dit hield in dat hij van vorm kon veranderen, en zo wapens kon vormen uit zijn lichaam. Aanvankelijk veroorzaakten deze transformaties veel pijn, maar na een tijdje wist hij dit te beheersen. Deze krachten gingen verloren toen hij werd bezeten door Parallax.

## Andere media
- Guy Gardner werd gespeeld door Matthew Settle in de televisiefilm Justice League of America
- Guy Gardner is met regelmaat te zien in Batman: the Brave and the Bold, gespeeld door James Arnold Taylor.
- Guy Gardner had een cameo in een aflevering van de televisieserie Duck Dodgers in de aflevering The Green Loontern.
- Guy Gardner werd gespeeld door Nathan Fillion in de film Superman uit 2025 van James Gunn.